# مونتان
مونتان (به ایتالیایی: Montagna) یک کومونه در ایتالیا است که در تیرول جنوبی واقع شده‌است.
 مونتان ۱۸٫۹ کیلومتر مربع مساحت و ۱٬۶۳۴ نفر جمعیت دارد.